# Ionel Olteanu
Ionel Olteanu (n. 3 iulie 1956) a fost deputat român în legislatura 2000-2004, ales în județul Buzău pe listele partidului PSD. A fost Președintele Comisiei juridice a parlamentului la scrierea constitutiei României. De asemenea, a fost membru al delegației la Adunarea Parlamentară a Consiliului Europei reprezentând România. În cadrul activității sale parlamentare, Ionel Olteanu a fost membru în grupurile parlamentare de prietenie cu Republica Franța-Adunarea Națională și Marele Ducat de Luxemburg. În prezent, Ionel Olteanu este avocat în baroul București, specializat pe legea drepturilor omului, inclusiv dreptul de proprietate și dreptul penal.

## Legături externe
- Ionel Olteanu Arhivat în 9 octombrie 2021, la Wayback Machine. la cdep.ro